# Michel Fain
Pour les articles homonymes, voir Fain.
Michel Fain, né le 29 novembre 1917 à Paris et mort le 2 juillet 2007 à Paris, est un psychanalyste et psychosomaticien français.

## Parcours professionnel
Michel Fain est psychanalyste, membre de la Société psychanalytique de Paris dont il est président en 1982-1983 et créateur de l'Institut de psychosomatique de Paris, avec Pierre Marty, Denise Braunschweig, et Catherine Parat. La psychosomatique à laquelle il se réfère est celle de l’École de psychosomatique de Paris, courant de pensée psychanalytique qui s’est développé à partir des années 1950 autour de Pierre Marty, Michel de M'Uzan, Christian David et lui-même.

## Travaux théoriques
Il a théorisé la notion de « censure de l'amante », qui montre comment une distance s'établit, lors des soins que la mère donne à l'enfant, entre celle-ci et son enfant, grâce à sa rêverie qui mène ses pensées vers le père de l'enfant et permet une première triangulation dans la relation. Il reprend cette théorisation avec Denise Braunschweig, en 1975.
Michel Fain est surtout connu pour son apport métapsychologique à la psychosomatique psychanalytique qu'il a développée avec Pierre Marty et Michel de M'Uzan. Il collabore activement à la Revue française de psychosomatique, avec une quinzaine d'articles.

## Publications
- avec Jean Bergeret Le Psychanalyste à l'écoute du toxicomane, Paris, Dunod, 1981, 165 p. (ISBN 2-04-011398-3)
- avec Denise Braunschweig : 
  - Éros et antéros, Payot-poche, 1971, 2013 rééd. In Press,  (ISBN 2848352469)
  - La Nuit, le Jour. Essai psychanalytique sur le fonctionnement mental, (Avec les chapitres La censure de l'amante et les néos-besoins), PUF, 1975, coll. « Le fil rouge »,  (ISBN 2-13-033836-4)
  - Du démon du bien et des infortunes de la vertu
  - À propos des fantasmes originaires
  - À propos de l'hypocondrie in collectif « Michel Fain », numéro spécial de la Revue française de psychosomatique, no 37, 2010,  (ISBN 978-2-13-057197-1)
- avec Léon Kreisler L'enfant et son corps : études sur la clinique psychosomatique du premier âge, Paris, PUF, 1987 (ISBN 2-13-040018-3)
- Le désir de l'interprète, Paris, Aubier-Montaigne, 1982, 157 p. (ISBN 2-7007-0288-3)
- Corps malade et corps érotique, Paris, Masson, 1984 (ISBN 2-225-80308-0)
- « Mentalisation et passivité », Revue française de psychosomatique, 2001/1, no 19, p. 29-37 [lire en ligne]